# ザ・ハイ・ロード
『ザ・ハイ・ロード』（The High Road）は、ロキシー・ミュージックが1983年に発表した4曲入りEPである。同年9月30日のグラスゴー公演の模様が収録された。

## 解説

### 経緯
通算8作目のスタジオ・アルバム『アヴァロン』は1982年5月に発表され、全英アルバムチャートの1位を記録したあと、トップ75に一年以上登場し続けた。同アルバム発表後のツアーは、1982年8月中旬から10月1日までヨーロッパ各国とイギリス、1983年2月に日本、同年4月末から5月末までアメリカとカナダで行なわれた。
メンバーは、ブライアン・フェリー、フィル・マンザネラ、アンディ・マッケイに加えてアラン・スペナー（ベース）、ニール・ハバード（ギター）、アンディ・ニューマーク（ドラム）、ガイ・フレッチャー（キーボード）、ジミー・マーレン（パーカッション）、フォンジ・ソ―ントン（バック・ヴォーカル）、ミシェル・コブス（バック・ヴォーカル）、タワサ・アジー（バック・ヴォーカル）の計11名。スペナー、ハバード、ニューマーク、マーレン、ソ―ントンは『アヴァロン』の制作に参加したミュージシャンである。

### 内容
フェリーのソロ作である「キャント・レット・ゴー」とニール・ヤング作の「ライク・ア・ハリケーン」は、今回のツアーで初めて取り上げられた。

## 収録曲
| #         | タイトル                                | 作詞・作曲  | 原曲                                                           | 時間  |
| --------- | --------------------------------------- | ----------- | -------------------------------------------------------------- | ----- |
| 1.        | 「キャント・レット・ゴー Can't Let Go」 | Bryan Ferry | ブライアン・フェリー、アルバム『ベールをぬいだ花嫁』（1976年） | 5:29  |
| 2.        | 「マイ・オンリー・ラヴ My Only Love」   | Ferry       | アルバム『フレッシュ・アンド・ブラッド』（1980年）             | 7:23  |
| 合計時間: | 合計時間:                               | 合計時間:   | 合計時間:                                                      | 12:52 |

| #         | タイトル                                    | 作詞・作曲  | 原曲                                                                                             | 時間  |
| --------- | ------------------------------------------- | ----------- | ------------------------------------------------------------------------------------------------ | ----- |
| 1.        | 「ライク・ア・ハリケーン Like a Hurricane」 | Neil Young  | ニール・ヤング・アンド・クレイジー・ホース、アルバム『アメリカン・スターズン・バーズ』（1977年） | 7:36  |
| 2.        | 「ジェラス・ガイ Jealous Guy」              | John Lennon | ジョン・レノン、アルバム『イマジン』（1971年）                                                   | 6:10  |
| 合計時間: | 合計時間:                                   | 合計時間:   | 合計時間:                                                                                        | 13:46 |

## 参加メンバー
- ブライアン・フェリー　Bryan Ferry – ボーカル
- フィル・マンザネラ　Phil Manzanera – ギター
- アンディ・マッケイ　Andy MacKay – サクソフォーン

- ニール・ハバード　Neil Hubbard – ギター
- アラン・スペナー　Alan Spenner – ベース
- ガイ・フレッチャー　Guy Fletcher – キーボード
- アンディ・ニューマーク　Andy Newmark – ドラムス
- ジミー・マーレン　Jimmy Maelen – パーカッション
- フォンジ・ソーントン　Fonzi Thornton – バック・ボーカル
- ミシェル・コブス　Michelle Cobbs[3] – バック・ボーカル
- タワサ・アジー　Tawatha Agee – バック・ボーカル

## VHS『ザ・ハイ・ロード』
1983年にはVHS『ザ・ハイ・ロード』も発表された。内容は本作とは異なり、1982年8月27日のフレジュス公演の模様が収録された。2004年には再発DVDが発売された。